# نورأباد (لرستان)
نورأباد (بالفارسية: نورآباد) هي مدينة في إيران وتقع في البلدة المركزية يقدر عدد السكان في 
نورأباد، بـ 56,404 نسمة .

## أعلام
- سهراب بختياري زاده